# درازپی
درازپی، روستایی از توابع بخش مرکزی شهرستان اسفراین در استان خراسان شمالی ایران است. مردم آن به زبان کردی کرمانجی و زبان تاتی سخن می‌گویند.کردهای این روستا از طوایف ایزانلو ، پهلوانلو ، سینانلو و... هستند که هریک از منطقه‌ای از خراسان به این روستا آمده اند.
کلیم‌الله توحدی در صفحه ۳۱ از کتاب اسفراین دیروز امروز راجع به درازپی چنین می‌نویسد :
دهی از دهستان زرق‌آباد در جنوب غرب شهراسفراین. جلگه معتدل. مردمش کُرد و فارس زبان اند.غلات ، پنبه و میوه از محصولات این روستاست.گله‌داری و قالیچه‌بافی از مشاغل دیگر روستائیان است.
آمار جمعیتی این روستا در صفحه ۶۶ همین کتاب آمده است که نشان می‌دهد ، جمعیت این روستا در سال ۱۳۲۹ خورشیدی ، ۱۳۲ نفر و در سال ۱۳۷۰ خورشیدی ۴۵ خانوار بوده است.
همچنین در صفحه ۸۴ این کتاب ، تقسیم‌بندی آب رودخانه میلانلو ( بیدواز ) اسفراین ، آورده شده است که طبق سندی که در سال ۱۳۱۶ خورشیدی در حضور محمدابراهیم خان روشنی زعفرانلو امضا شده و نسخه‌ای از آن در اداره‌ی دارایی اسفراین موجود می‌باشد ، آب این رودخانه برای روستاهای جنوبی به ۱۲۰ سهم تقسیم می‌شود که سهم درازپی ۶ سهم می‌باشد.
علاوه بر این در روستا دو حلقه چاه عمیق هم موجود است.

## جمعیت
این روستا در دهستان زرق آباد قرار دارد و براساس سرشماری مرکز آمار ایران در سال ۱۳۸۵، جمعیت آن ۱۱۶ نفر (۳۳خانوار) بوده‌است.